# Gubbhuvudssläktet
Gubbhuvudssläktet (Cephalocereus) är ett suckulent växtsläkte inom familjen kaktusar. 

## Beskrivning
Alla medlemmar i gubbhuvudssläktet är pelarkaktusar och grenar sig rikt, och de flesta växer ganska upprätt, en del upp till 9 meters höjd, med en diameter på 30 centimeter. En del utvecklar tjocka grenar vid basen, men det finns en eller två arter som är mera spretiga. De har starkt markerade åsar, 7-30 stycken, och areolerna sitter oftast ganska tätt och är mycket ulliga. Ullen eller håret är ibland ganska långt och i regel vitt. Antalet taggar per areol kan skifta från 10 till 25. En del är radiära och breder till en viss grad ut sig mot växtkroppen, ungefär 10 kan kallas centrala. Alla taggarna är ganska fina, vanligen vita, grå eller bruna och är 2,5-7,5 centimeter långa. När stammen är fullvuxen, utvecklar areolerna mycket mera hår eller ull. Ibland uppstår detta på ena sidan av en stam och i andra fall runt om stammen på en viss nivå. 
Blomknopparna kommer fram ur ullen i areolerna och är öppna bara över en natt. De är i regel klockformade och jämfört med många andra kaktusar är kronbladen mycket korta. Blomfärgen varierar mestadels i bleka nyanser, vitaktig rosa, karminbrun, blekgul med mera. Frukten är klotrund, 2,5—5 centimeter i diameter.
Blomresterna sitter kvar på frukten. När den är mogen öppnar den sig, nästan som en blomma, men fortfarande sitter den ganska hårt fast på plantan. De små svarta fröna sitter ofta spridda i den klart purpurfärgade kärnan eller i fruktköttet. 
Det vetenskapliga namnet på släktet Cephalocereus kommer av grekiskans cephale’ som betyder huvud, vilket syftar på de huvudliknande och håriga plantorna. 

## Förekomst
Gubbhuvudssläktet kommer ursprungligen från södra Mexiko, närmare bestämt från Puebla, Oaxaca, Hidalgo, Chiapas och Guanajuato, där det bildar täta och iögonfallande skogar. Förekommer även som krukväxt.

## Taxonomi
Synonymer:
- Pilocereus Lem. 1839 [4]
- Haseltonia Backeb. 1949
- Neodawsonia Backeb. 1949